# بلدة رويال أوك تشارتر (ميشيغان)
رويال أوك تشارتر (بالإنجليزية: Royal Oak Charter Township, Michigan)‏ هي بلدة تقع بولاية ميشيغان في الولايات المتحدة. تبلغ مساحتها (كم²)، وترتفع عن سطح البحر 201 م، بلغ عدد سكانها 2419 نسمة في عام 2010 حسب إحصاء مكتب تعداد الولايات المتحدة .

## وصلات خارجية
- The US50 - Cities and Towns in Michigan State
- Michigan Cities and Towns, Facts, Map, Flag, Colleges, Government, and More